# CENPN
CENPN‏ (Centromere protein N) هوَ بروتين يُشَفر بواسطة جين CENPN في الإنسان.